# Pößnitzbach
Pößnitzbach är ett vattendrag i Österrike.   Det ligger i förbundslandet Steiermark, i den östra delen av landet, 190 km söder om huvudstaden Wien.
I omgivningarna runt Pößnitzbach växer i huvudsak blandskog. Runt Pößnitzbach är det ganska tätbefolkat, med 70 invånare per kvadratkilometer.